# Reproduction consanguine

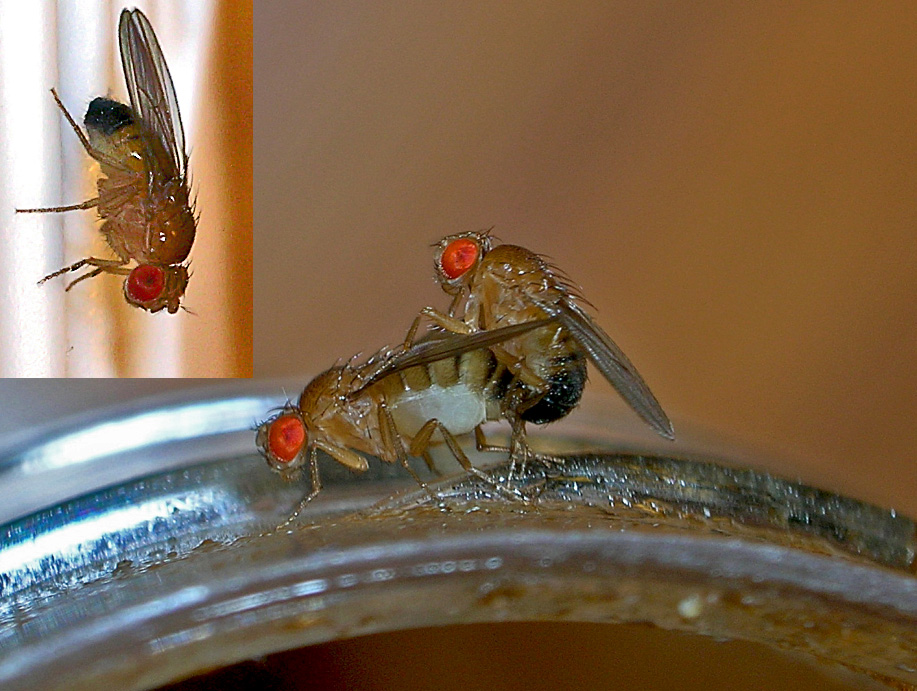
Les femelles des mouches du vinaigre préfèrent s'accoupler avec leurs propres frères plutôt que des mâles non apparentés.

La reproduction consanguine est l'engendrement de descendants issu de l'accouplement ou de la reproduction d'individus ou d'organismes étroitement liés génétiquement. Par analogie, le terme est utilisé dans la reproduction humaine, mais se réfère plus communément aux troubles génétiques et autres conséquences qui peuvent résulter de l'expression de traits délétères ou récessifs résultant de relations sexuelles incestueuses et de consanguinité.
La consanguinité entraîne une homozygotie, ce qui peut augmenter les chances que la progéniture soit affectée par des traits délétères ou récessifs. Cela conduit généralement à une diminution au moins temporaire de l'aptitude biologique d'une population, (appelée dépression endogamique), qui est sa capacité à survivre et à se reproduire. Un individu qui hérite de ces traits délétères est familièrement appelé consanguin. Le fait d'éviter l'expression de ces allèles récessifs délétères causés par la consanguinité, via des mécanismes d'évitement de la consanguinité, est la principale raison sélective de croisement,. Le croisement entre les populations a aussi souvent des effets positifs sur les traits liés à la condition physique, mais conduit aussi parfois à des effets négatifs connus sous le nom de dépression hybride. Cependant, une homozygosité accrue augmente la probabilité de fixer des allèles bénéfiques et diminue également légèrement la probabilité de fixer des allèles délétères dans la population. La reproduction consanguine peut entraîner la purge des allèles délétères d'une population par sélection purificatrice,,.
La reproduction consanguine est une technique utilisée en élevage sélectif. Par exemple, dans l'élevage du bétail, les éleveurs peuvent utiliser la reproduction consanguine lorsqu'ils tentent d'établir un nouveau trait souhaitable dans leur troupeau et pour produire des familles distinctes au sein d'une race, mais devront surveiller les caractéristiques indésirables de la progéniture, qui peuvent ensuite être éliminées par d'autres élevages ou abattage (en) sélectif. La reproduction consanguine aide également à déterminer le type d'action du gène affectant un trait. La reproduction consanguine est également utilisée pour révéler des allèles récessifs délétères, qui peuvent ensuite être éliminés par élevage assortatif ou par élimination. Dans la sélection végétale, les lignées consanguines sont utilisées pour la création de lignées hybrides afin de tirer parti des effets de l'hétérosis. La consanguinité chez les plantes se produit également naturellement sous forme d'auto-pollinisation.
La consanguinité peut influencer considérablement l'expression des gènes, au point de pouvoir prévenir la dépression de consanguinité.

## Aperçu
La progéniture d'individus biologiquement apparentés est sujette aux effets possibles de la consanguinité, tels que les malformations congénitales. Les chances de tels troubles sont augmentées lorsque les parents biologiques sont plus étroitement liés. En effet, de tels appariements ont une probabilité de 25 % de produire des homozygotes, ce qui entraîne une progéniture avec deux allèles récessifs, qui peuvent produire des troubles lorsque ces allèles sont délétères. Comme la plupart des allèles récessifs sont rares dans les populations, il est peu probable que deux partenaires conjugaux non apparentés soient tous deux porteurs du même allèle délétère ; cependant, comme les parents proches partagent une grande partie de leurs allèles, la probabilité qu'un tel allèle délétère soit hérité de l'ancêtre commun par les deux parents augmente considérablement. Pour chaque individu homozygote récessif formé, il y a une chance égale de produire un individu dominant homozygote – un individu complètement dépourvu de l'allèle nuisible. Contrairement aux idées reçues, la consanguinité ne modifie pas en elle-même les fréquences alléliques, mais augmente plutôt la proportion relative d'homozygotes par rapport aux hétérozygotes ; cependant, comme la proportion accrue d'homozygotes délétères expose l'allèle à la sélection naturelle, à long terme sa fréquence diminue plus rapidement dans les populations consanguines. À court terme, il est attendu que la reproduction incestueuse augmente le nombre d'avortements spontanés, de décès périnatals et de progéniture postnatale présentant des anomalies congénitales. Les avantages de la consanguinité peuvent être le résultat d'une tendance à préserver les structures d'allèles interagissant à différents locus qui ont été adaptés ensemble par une histoire sélective commune.
Des malformations ou des traits délétères peuvent rester dans une population en raison d'un taux d'homozygotie élevé, ce qui entraînera la fixation d'une population pour certains traits, comme avoir trop d'os dans une zone pour la colonne vertébrale de loups sur l'île Royale ou avoir des anomalies crâniennes chez les éléphants de mer du Nord, chez qui la longueur de leur os crânien dans la rangée de dents mandibulaires inférieure a changé. Avoir un taux d'homozygotie élevé est problématique pour une population car il démasquera les allèles délétères récessifs générés par des mutations, réduira l'avantage des hétérozygotes, et il est préjudiciable à la survie de petites populations animales en danger. Lorsque des allèles récessifs délétères sont révélées en raison de l'homozygotie accrue générée par la consanguinité, cela peut provoquer une dépression endogamique.
Il peut également y avoir d'autres effets délétères en plus de ceux causés par les maladies récessives. Ainsi, des systèmes immunitaires similaires peuvent être plus vulnérables aux maladies infectieuses (voir Complexe majeur d'histocompatibilité et sélection sexuelle (en)).
Les antécédents de consanguinité de la population doivent également être pris en compte lors de l'examen de la variation de la gravité de la dépression de consanguinité entre et au sein des espèces. Lorsque la consanguinité persiste, il existe des preuves qui montrent que la dépression de consanguinité devient moins grave. Ceci est associé à la révélation et à l'élimination des allèles récessifs gravement délétères. Cependant, la dépression de consanguinité n'est pas un phénomène temporaire car cette élimination des allèles récessifs délétères ne sera jamais complète. L'élimination des mutations légèrement délétères par consanguinité sous sélection modérée n'est pas aussi efficace. La fixation des allèles se produit très probablement par cliquet de Muller, lorsque le génome d'une population asexuée accumule des mutations délétères irréversibles.
Malgré tous ses inconvénients, la consanguinité peut également présenter une variété d'avantages, tels que la réduction de la charge de recombinaison, et permettre l'expression de phénotypes avantageux récessifs. Il a été proposé que dans des circonstances où les avantages de la consanguinité l'emportent sur les inconvénients, l'élevage préférentiel au sein de petits groupes pourrait être encouragé, conduisant potentiellement à la spéciation.

## Les troubles génétiques
Les troubles autosomiques récessifs surviennent chez les individus qui ont deux copies d'un allèle pour une mutation génétique récessive particulière. Sauf dans certaines circonstances rares, telles que de nouvelles mutations ou une disomie uniparentale, les deux parents d'un individu atteint d'un tel trouble seront porteurs du gène. Ces porteurs ne présentent aucun signe de mutation et peuvent ne pas savoir qu'ils portent le gène muté. Étant donné que les parents partagent une proportion plus élevée de leurs gènes que les personnes non apparentées, il est plus probable que les parents apparentés soient tous deux porteurs du même allèle récessif, et par conséquent, leurs enfants courent un risque plus élevé d'hériter d'une maladie génétique autosomique récessive. La mesure dans laquelle le risque augmente dépend du degré de relation génétique entre les parents ; le risque est plus grand lorsque les parents sont des parents proches et plus faible pour les relations entre parents plus éloignés, tels que les cousins au second degré, bien que toujours plus élevé que pour la population générale.
Les enfants issus d'unions parents-enfants ou frères et sœurs courent un risque accru par rapport aux unions cousin-cousin. La consanguinité peut entraîner une expression phénotypique plus importante que prévu des allèles récessifs délétères au sein d'une population. En conséquence, les individus consanguins de première génération sont plus susceptibles de présenter des défauts physiques et de santé,, notamment :
- Fertilité réduite, autant en termes de portée que de viabilité du sperme.
- Augmentation des maladies génétiques
- Asymétrie faciale (en) fluctuante
- Taux de natalité plus faible
- Mortalité infantile et infanto-juvénile plus élevées
- Taille adulte plus réduite
- Perte de fonctions du système immunitaire
- Risques cardiovasculaires plus importants

L'isolement d'une petite population pendant une certaine période de temps peut conduire à la consanguinité au sein de cette population, entraînant une augmentation des liens génétiques entre les individus reproducteurs. La dépression endogamique peut également survenir dans une grande population si les individus ont tendance à s'accoupler avec leurs parents, au lieu de s'accoupler au hasard.
De nombreux individus de la première génération de la reproduction consanguine ne vivront jamais pour se reproduire. Au fil du temps, avec l'isolement, comme un goulot d'étranglement de la population causé par une reproduction ciblée (assortative) ou des facteurs environnementaux naturels, les caractères héréditaires délétères sont éliminés,,.
Les espèces insulaires sont souvent très consanguines, car leur isolement du groupe plus large sur un continent permet à la sélection naturelle d'agir sur leur population. Ce type d'isolement peut entraîner la formation de race ou même de spéciation, car la consanguinité supprime d'abord de nombreux gènes délétères et permet l'expression de gènes qui permettent à une population de s'adapter à un écosystème. Au fur et à mesure que l'adaptation devient plus prononcée, la nouvelle espèce ou race rayonne dès son entrée dans le nouvel espace, ou s'éteint si elle ne peut pas s'adapter et, surtout, se reproduire.
La diversité génétique réduite, due par exemple à un goulot d'étranglement, augmentera inévitablement la consanguinité pour l'ensemble de la population. Cela peut signifier qu'une espèce peut ne pas être en mesure de s'adapter aux changements des conditions environnementales. Chaque individu aura un système immunitaire similaire, car le système immunitaire est déterminé par la génétique. Lorsqu'une espèce devient en danger, la population peut tomber en dessous d'un minimum de sorte que le croisement forcé entre les animaux restants entraînera l'extinction.
Les élevages naturels incluent la consanguinité par nécessité, et la plupart des animaux ne migrent que lorsque cela est nécessaire. Dans de nombreux cas, le compagnon disponible le plus proche est une mère, une sœur, une grand-mère, un père, un frère ou un grand-père. Dans tous les cas, l'environnement présente des contraintes pour éliminer de la population les individus qui ne peuvent survivre à cause de la maladie.
Il y avait une hypothèse[Par qui ?] que les populations sauvages ne se reproduisent pas de manière consanguine ; ce n'est pas ce que l'on observe dans certains cas à l'état sauvage. Cependant, chez des espèces telles que les chevaux, les animaux sauvages ou féraux chassent souvent les jeunes des deux sexes, ce que l'on pense être un mécanisme par lequel l'espèce évite instinctivement certaines des conséquences génétiques de la consanguinité. En général, de nombreuses espèces de mammifères, y compris les plus proches parents de primates l'humanité, évitent la consanguinité étroite, probablement en raison des effets délétères.

### Exemples
Bien qu'il existe plusieurs exemples de populations consanguines d'animaux sauvages, les conséquences négatives de cette consanguinité sont mal documentées. Chez l'otarie à crinière, on craignait que les récents accidents de population réduisent la diversité génétique. L'analyse historique a indiqué qu'une expansion de la population à partir de seulement deux lignées matrilinéaires était responsable de la plupart des individus au sein de la population. Même ainsi, la diversité au sein des lignées a permis une grande variation dans le pool génétique qui peut aider à protéger l'otarie de l'extinction.

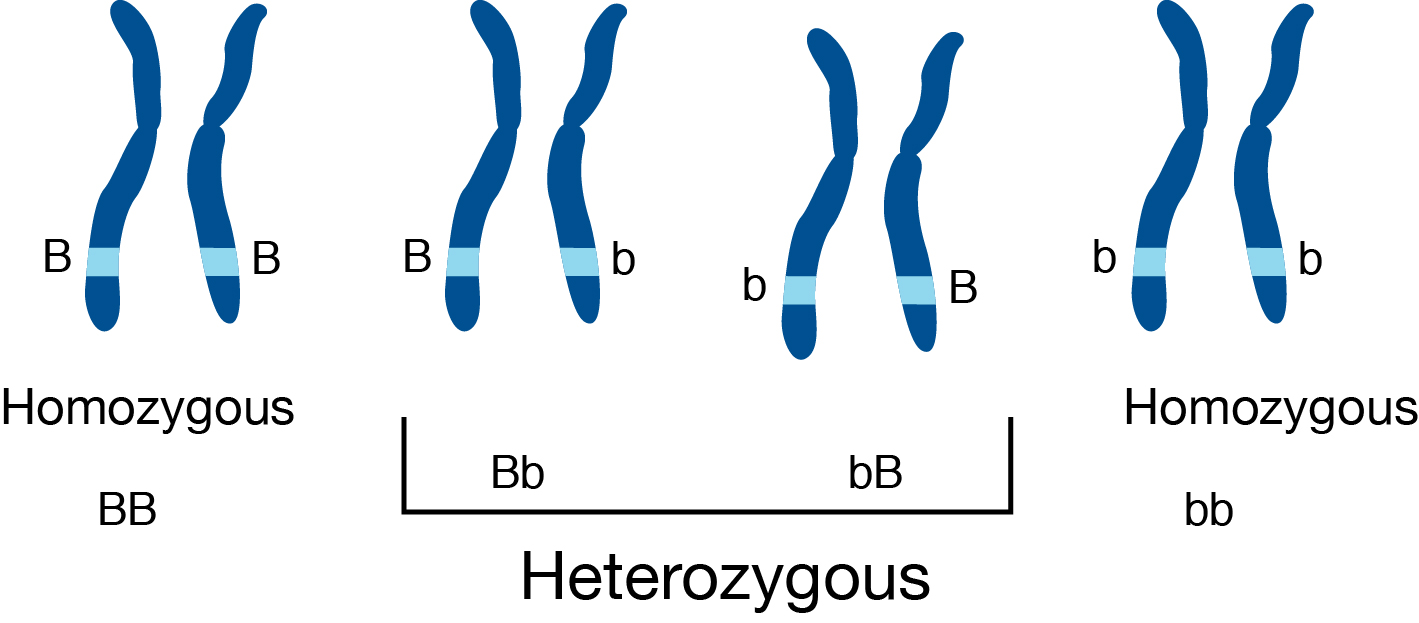
Hétérozygote

Chez les lions, les troupes de lions sont souvent suivies par les mâles apparentés dans les groupes de célibataires. Lorsque le mâle dominant est tué ou chassé par l'un de ces célibataires, un père peut être remplacé par son fils. Il n'y a pas de mécanisme pour empêcher la consanguinité ou pour assurer le croisement. Dans les troupes, la plupart des lionnes sont liées les unes aux autres. S'il y a plus d'un mâle dominant, le groupe des mâles alpha est généralement apparenté. Deux lignées sont alors « anglais : line bred ». En outre, dans certaines populations, telles que les lions du Aire de conservation du Ngorongoro, on sait qu'un goulot d'étranglement s'est produit. Les chercheurs ont découvert une hétérozygotie génétique bien plus grande que prévu. En fait, les prédateurs sont connus pour leur faible variance génétique, ainsi que la plupart de la partie supérieure des niveaux trophiques d'un écosystème. De plus, les mâles alpha de deux troupes voisines peuvent être de la même portée ; un frère peut en venir à acquérir le leadership sur la troupe d'un autre, et par la suite s'accoupler avec ses « nièces » ou cousines. Cependant, tuer les petits d'un autre mâle, lors de la prise de contrôle, permet au nouveau complément génétique sélectionné du mâle alpha entrant de l'emporter sur le mâle précédent. Des tests génétiques sont prévus pour les lions afin de déterminer leur diversité génétique. Les études préliminaires montrent des résultats incompatibles avec le paradigme de croisement fondé sur les environnements individuels des groupes étudiés.
En Californie centrale, les loutres de mer auraient été amenées à l'extinction en raison de la chasse excessive, jusqu'à ce qu'une petite colonie soit découverte dans la région de Point Sur dans les années 1930. Depuis lors, la population a augmenté et s'est établie le long de la côte centrale californienne à environ 2 000 individus, un niveau qui est resté stable pendant plus d'une décennie. La croissance démographique est limitée par le fait que toutes les loutres de mer californiennes descendent de la colonie isolée, ce qui entraîne la consanguinité.
Les guépards sont un autre exemple de reproduction consanguine. Il y a des milliers d'années, le guépard a traversé un goulot d'étranglement qui a considérablement réduit sa population de sorte que les animaux qui sont en vie aujourd'hui sont tous liés les uns aux autres. Une conséquence de la consanguinité pour cette espèce a été une mortalité juvénile élevée, une faible fécondité et un faible succès de reproduction.
Dans une étude sur une population insulaire de bruants chanteurs, les individus consanguins ont montré des taux de survie significativement plus faibles que les individus non consanguins lors d'un accident de population lié à des conditions météorologiques hivernales sévères. Ces études montrent que la dépression endogamique et les facteurs écologiques ont une influence sur la survie.

## Mesures
Une mesure de la consanguinité d'un individu A est la probabilité F(A) que les deux allèles d'un locus soient dérivés du même allèle chez un ancêtre. Ces deux allèles identiques qui sont tous deux dérivés d'un ancêtre commun sont dits identiques par descendance (en). Cette probabilité F(A) est appelée « coefficient de consanguinité ».
Une autre mesure utile qui indique à quel point deux individus (A et B) sont liés est leur coefficient d'ancêtre en commun f(A, B), qui donne la probabilité qu'un allèle sélectionné au hasard parmi A et un autre allèle sélectionné au hasard de B soient identiques par descendance. Ceci est également désigné comme le coefficient de parenté entre A et B.
Un cas particulier est le coefficient d'ancêtre commun de l'individu A avec lui-même, f (A, A), qui est la probabilité que, en prenant un allèle aléatoire de A puis, indépendamment et avec remplacement, un autre allèle aléatoire également de A, les deux sont identiques par descente. Puisqu'ils peuvent être identiques par descente en échantillonnant le même allèle ou en échantillonnant les deux allèles qui se trouvent être identiques par descente, nous avons f(A, A) = 1/2 + F(A)/2.
Les coefficients de consanguinité et d'ancêtres en commun peuvent être définis pour des individus spécifiques ou comme des valeurs moyennes de population. Ils peuvent être calculés à partir de généalogies ou estimés à partir de la taille de la population et de ses propriétés de reproduction, mais toutes les méthodes ne supposent aucune sélection et se limitent aux allèles neutres.
Il existe plusieurs méthodes pour calculer ce pourcentage. Les deux méthodes principales sont la méthode du chemin, et la méthode tabulaire,.
| Lien de parenté des deux parents                                                                                                  | Coefficient de la progéniture |
| --- | ----------------------------- |
| Aucun ancêtre en commun | 0 %                           |
| Un arrière-grand-parent en commun                                                                                                 | 0,8 %                         |
| Un grand-parent en commun | 3,125 %                       |
| Cousins germains (deux grands-parents en commun)                                                                                  | 6,25 %                        |
| Doubles cousins germains (quatre grands-parents en commun) Demi frère - sœur (un seul parent commun) Oncle/tante - neveu ou nièce | 12,5 %                        |
| Pleins frères - sœurs (deux parents en commun) Parent - descendant                                                                | 25 %                          |

## Animaux

### Animaux sauvages

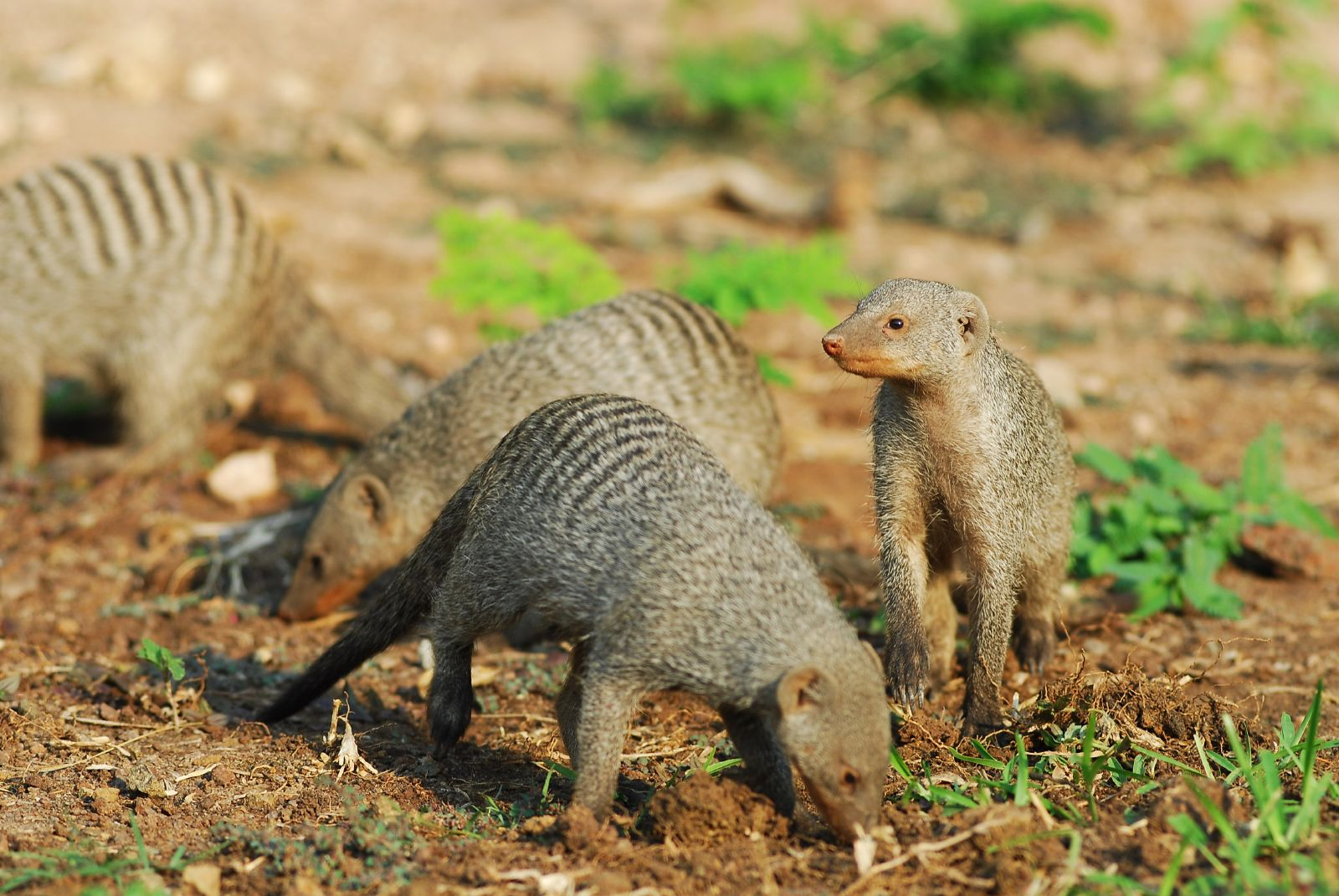
Peu d'études ont trouvé des preuves de l'évitement régulier de l'inceste chez les mammifères, mais les mangoustes rayées sont une exception.

- Les femelles mangoustes rayées s'accouplent régulièrement avec leurs pères et frères[46].
- Punaises de lit : l'Université d'État de Caroline du Nord a constaté que les punaises de lit, contrairement à la plupart des autres insectes, tolèrent l'inceste et sont capables de résister génétiquement aux effets de la consanguinité assez bien[47].
- Les femelles de mouches du vinaigre préfèrent s'accoupler avec leurs propres frères plutôt que des mâles non apparentés[1].
- Les cochenilles australiennes : « Il s'avère que les femelles de ces insectes hermaphrodites ne fécondent pas vraiment leurs œufs elles-mêmes, mais le font plutôt faire par un tissu parasite qui les infecte à la naissance », explique Laura Ross du département de zoologie de l'Université d'Oxford. « Il semble que ce tissu infectieux dérive des restes de sperme de leur père, qui a trouvé un moyen sournois d'avoir plus d'enfants en s'accouplant avec ses filles »[48].
- Adactylidium : L'acarien mâle célibataire s'accouple avec toutes les filles quand elles sont encore dans la mère. Les femelles, ainsi imprégnées, ont percé des trous dans le corps de leur mère afin de pouvoir émerger pour trouver de nouveaux œufs de thrips. Le mâle émerge également, mais ne cherche pas de nourriture ou de nouveaux partenaires, et meurt au bout de quelques heures. Les femelles meurent à l'âge de 4 jours, lorsque leur propre progéniture les mange vivantes de l'intérieur[49].

### Animaux semi-domestiques

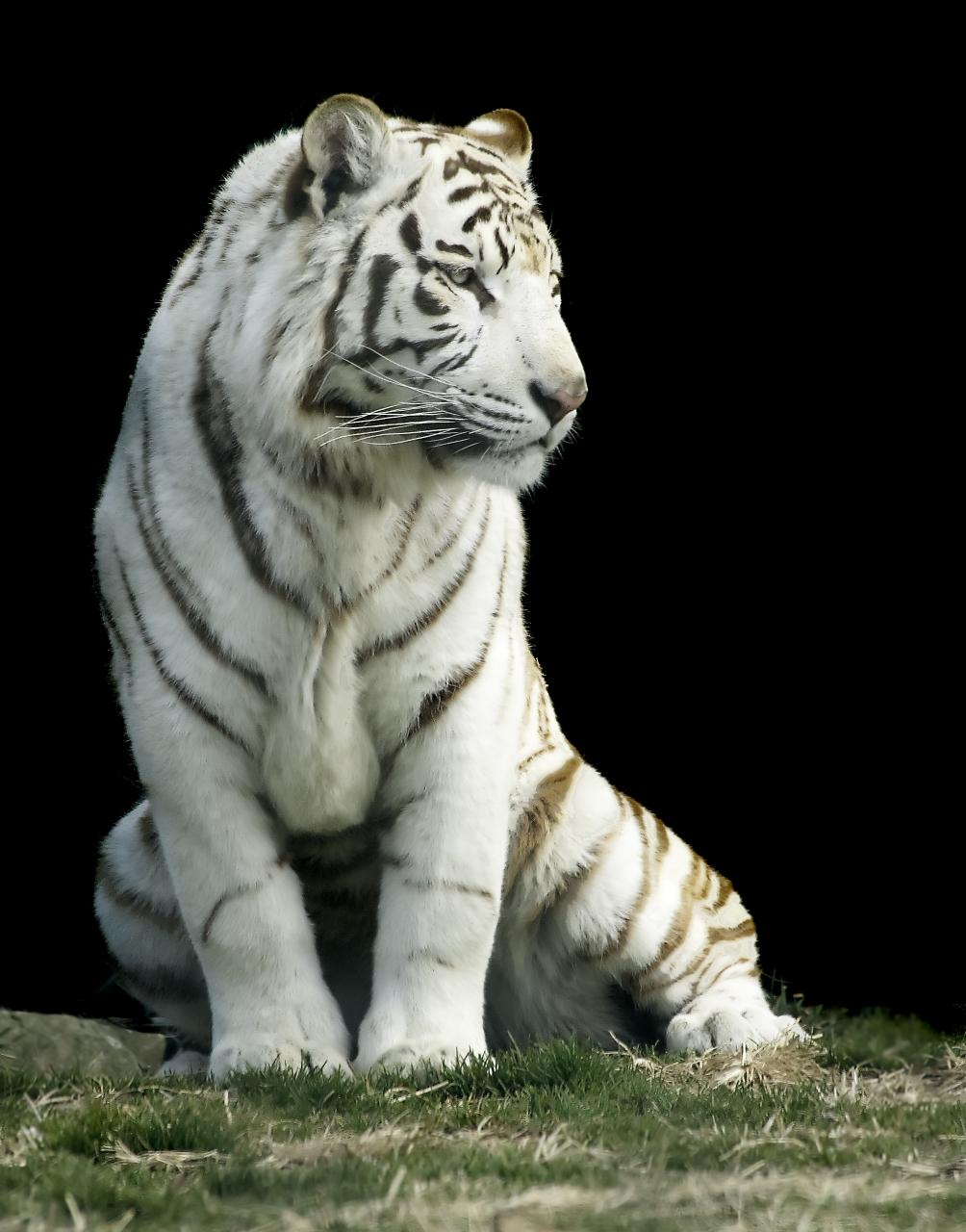
Tigre blanc au Parc Safari de Gunma

### Animaux domestiques

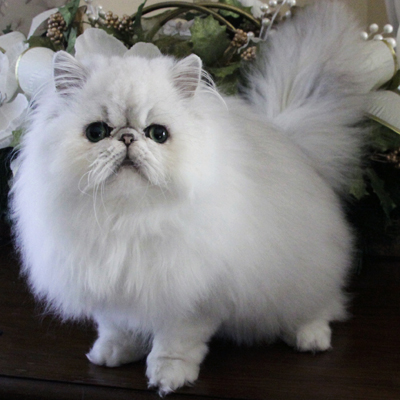
La polykystose rénale héréditaire est répandue dans la race de chat persan, touchant près de la moitié de la population dans certains pays,.

Une forme intensive de consanguinité où un individu S est accouplé à sa fille D1, petite-fille D2 et ainsi de suite, afin de maximiser le pourcentage de gènes de S dans la progéniture. 87,5 % des gènes de D3 proviendraient de S, tandis que D4 recevrait 93,75 % de leurs gènes de S.

La reproduction supervisée des animaux domestiques est principalement une reproduction assortative (voir élevage sélectif). Sans le tri des individus par trait, une race ne pourrait pas être établie, et aucun matériel génétique médiocre ne pourrait être éliminé. L'homozygotie est le cas où des allèles similaires ou identiques se combinent pour exprimer un trait qui n'est pas exprimé autrement (récessivité). Les allèles récessifs sont exposés par la consanguinité qui augmente l'homozygotie.
Les éleveurs doivent éviter la reproduction à partir d'individus qui présentent soit une homozygotie, soit une hétérozygotie d'allèles pathogènes. L'objectif consistant à empêcher le transfert d'allèles délétères peut être atteint par l'isolement reproductif, la stérilisation ou, dans le cas extrême, l'abattage. L'abattage n'est pas strictement nécessaire si la génétique est le seul problème. Les petits animaux tels que les chats et les chiens peuvent être stérilisés, mais dans le cas des grands animaux d'élevage, tels que le bétail, l'abattage est généralement la seule option économique.
La question des éleveurs occasionnels qui pratique la reproduction consanguine de manière irresponsable est abordée dans la citation suivante sur le bétail : « Pendant ce temps, la production de lait par vache et par lactation est passée de 17 444 livres à 25 013 lbs de 1978 à 1998 pour la race Holstein. Les valeurs moyennes d'élevage pour le lait des vaches Holstein ont augmenté de 4 829 livres pendant cette période. Les vaches à haut rendement sont de plus en plus difficiles à élever et sont soumises à des coûts de santé plus élevés que les vaches dont la valeur génétique est moindre pour la production (Cassell, 2001).
La sélection intensive pour un rendement plus élevé a accru les relations entre les animaux au sein de la race et augmenté le taux de consanguinité occasionnelle.
Bon nombre des caractères qui affectent la rentabilité des croisements de races laitières modernes n'ont pas été étudiés dans des expériences conçues. En effet, toutes les recherches sur les croisements impliquant des races et des souches nord-américaines sont très datées (McAllister, 2001), voire n'existent pas du tout. » La BBC a produit deux documentaires sur la consanguinité des chiens, intitulés Pedigree Dogs Exposed et Pedigree Dogs Exposed: Three Years On (en) qui documentent les conséquences négatives pour la santé d'une consanguinité excessive.

#### Croisement consanguin
Le lignage (croisement consanguin) est une forme de méthode de reproduction consanguine. Il n'y a pas de distinction claire entre les deux termes, mais le lignage peut englober des croisements entre des individus et leurs descendants ou deux cousins,. Cette méthode peut être utilisée pour augmenter la contribution d'un animal particulier à la population. Bien que le lignage soit moins susceptible de causer des problèmes dans la première génération que la méthode de reproduction consanguine plus classique, avec le temps, elle réduit la diversité génétique d'une population et peut causer des problèmes liés à un pool de gènes trop petit qui peut inclure une prévalence accrue de troubles génétiques et de dépression endogamique.

#### Croisement non-consanguin
Le croisement non-consanguin est le fait pour deux individus non apparentés de produire une descendance. Dans ce croisement, à moins qu'il y ait des informations génétiques vérifiables, il peut être constaté que tous les individus sont éloignés de la parenté d'un ancien progéniteur. Si le trait se répand dans une population, tous les individus peuvent avoir ce trait. C'est ce qu'on appelle l'effet fondateur. Dans les races bien établies, qui sont généralement élevées, un vaste pool génétique est présent. Par exemple, en 2004, plus de 18 000 chats persans ont été enregistrés. Il existe une possibilité de croisement complet, s'il n'y a pas de barrières entre les individus à se reproduire. Cependant, ce n'est pas toujours le cas et une forme de lignage se produit. Encore une fois, il appartient à l'éleveur de savoir quels types de caractères, positifs et négatifs, existent dans la diversité d'un élevage. Cette diversité d'expression génétique, même au sein de parents proches, augmente la variabilité et la diversité des stocks viables.

### Animaux de laboratoire
La consanguinité systématique et l'entretien des souches consanguines de souris et de rats de laboratoire sont d'une grande importance pour la recherche biomédicale. La consanguinité garantit un modèle animal cohérent et uniforme à des fins expérimentales et permet des études génétiques chez les animaux congéniques (en). Afin d'obtenir une souche de souris considérée comme consanguine, un minimum de 20 générations séquentielles d'accouplements entre frères et sœurs doit avoir lieu. Avec chaque génération successive de reproduction, l'homozygotie dans tout le génome augmente, éliminant les loci hétérozygotes. Avec 20 générations d'accouplements entre frères et sœurs, l'homozygotie se produit à environ 98,7 % de tous les loci du génome, ce qui permet à ces descendants de servir de modèles animaux pour les études génétiques. L'utilisation de souches consanguines est également importante pour les études génétiques sur des modèles animaux, par exemple pour distinguer les effets génétiques des effets environnementaux. Les souris consanguines présentent généralement des taux de survie considérablement inférieurs.

## Humains

Prévalence mondiale de la consanguinité

### Conséquences
La reproduction consanguine augmente l'homozygotie, qui peut augmenter l'expression d'allèles récessives délétères et qui peut donc réduire la santé de la progéniture. Une succession de reproduction consanguine engendre une perte de la variation génétique, une augmentation de l'homozygotie et l'expression d'allèles récessives délétères en raison de l'homozygotie. Le coefficient de consanguinité ou degré de consanguinité chez un individu est une estimation du pourcentage d'allèles homozygote dans l'ensemble de son génome. Plus grande est la proximité génétique des parents, plus grand sera le coefficient de consanguinité, puisque leur génome a déjà des beaucoup de similitudes. Cette homozygotie généralisée devient un problème lorsqu'il y a des allèles récessives délétères dans l'ensemble des gènes de la famille. En regroupant les chromosomes de génomes similaires, la chance que ces allèles récessives délétères soient présentes dans les deux copies augmente considérablement, ce qui conduit à une descendance victime de tares génétiques majeures.
La consanguinité est particulièrement problématique dans les populations réduites où la variation génétique est déjà limitée. Par consanguinité, les individus diminuent encore la variation génétique en augmentant l'homozygotie dans les génomes de leur progéniture. Ainsi, la probabilité d'appariement d'allèles récessifs délétères est significativement plus élevée dans une population consanguine réduite que dans une population consanguine plus large.
Les conséquences sur la forme physique de l'accouplement consanguin ont été étudiées depuis leur reconnaissance scientifique par Charles Darwin en 1839,. Certains des effets les plus nocifs connus de cette reproduction comprennent ses effets sur le taux de mortalité ainsi que sur la santé générale de la progéniture. Depuis les années 1960, de nombreuses études soutiennent ces effets débilitants sur l'organisme humain,,. Plus précisément, la consanguinité diminue la fertilité, conséquence directe de l'augmentation de l'homozygotie des allèles récessifs délétères. Les fœtus produits par consanguinité sont également confrontés à un risque plus élevé d'avortements spontanés en raison de complications inhérentes au développement. Parmi les mères qui subissent des fausses couches et des décès prématurés de nourrissons, celles qui sont consanguines ont une chance beaucoup plus élevée d'obtenir ces résultats répétés avec les futurs enfants. De plus, les parents consanguins présentent un risque élevé de naissance prématurée et de production de nourrissons en insuffisance pondérale et sous-dimensionnés. Les descendants consanguins viables sont également susceptibles de souffrir de difformités physiques et de maladies génétiquement héritées. Des études ont confirmé une augmentation de plusieurs troubles génétiques dus à la consanguinité comme la cécité, la perte auditive, le diabète néonatal, les malformations des membres, les troubles du développement sexuel, la schizophrénie et plusieurs autres. De plus, il existe un risque accru de cardiopathie congénitale en fonction du coefficient de consanguinité (voir coefficient de consanguinité) de la progéniture, avec un risque important accompagné d'un F = 12,5 % ou plus.

### Prévalence
La perception négative et le rejet de la consanguinité qui prévaut dans le monde occidental aujourd'hui ont des racines remontant à plus de 2000 ans. Plus précisément, des documents écrits tels que la Bible illustrent qu'il y a eu des lois et des coutumes sociales qui ont appelé à l'abstention de la consanguinité. Parallèlement aux tabous culturels, l'éducation parentale et la sensibilisation aux conséquences de la consanguinité ont joué un rôle important dans la réduction des fréquences de consanguinité dans des régions comme l'Europe. Cela étant, il existe des régions moins urbanisées et moins peuplées à travers le monde qui ont montré une continuité dans la pratique de la reproduction consanguine.
La perpétuation de la reproduction consanguinité est souvent soit par choix, soit inévitablement due aux limites de l'aire géographique. Lorsque c'est par choix, le taux de consanguinité dépend fortement de la religion et de la culture. Dans le monde occidental, certains groupes anabaptistes ou Amish sont hautement consanguins parce qu'ils proviennent de petites populations fondatrices et le mariage en dehors des groupes n'est pas autorisé pour les membres. Surtout les Mennnonites de l'Ancien Ordre de Reidenbach (en) et les Huttérites proviennent de très petites populations fondatrices. Il en va de même pour certains groupes juifs hassidiques et haredi.
Parmi les régions pratiquantes, les territoires du Moyen-Orient et de l'Afrique du Nord présentent les plus fortes fréquences de consanguinité. Le lien entre la fréquence élevée et la région est principalement dû à la domination des populations islamiques, qui se sont historiquement engagées dans des relations familiales.
Parmi ces populations avec des niveaux élevés de consanguinité, les chercheurs ont trouvé plusieurs troubles répandus parmi les descendants consanguins. Au Liban, en Arabie saoudite, en Égypte et en Israël, les descendants de relations consanguines ont un risque accru de malformations congénitales, de malformations cardiaques congénitales, d' hydrocéphalie congénitale et de malformations du tube neural (en). En outre, parmi les enfants consanguins en Palestine et au Liban, il existe un lien entre la consanguinité et les cas signalés de fente labio-palatine. Historiquement, les populations du Qatar se sont engagées dans des relations consanguines de toutes sortes, conduisant à un risque élevé d'hériter de maladies génétiques. En 2014, environ 5 % de la population qatarie souffrait de surdité héréditaire ; la plupart étaient des descendants d'une relation consanguine.
Lors d'un recensement mené en 2017-2018, près de la moitié des Pakistanaises âgées de 15 à 49 ans déclarent avoir épousé un cousin germain. Il s'y ajoute les couples issus d'une même communauté villageoise, qui ont presque tous en commun des ancêtres récents. La consanguinité est inscrite dans la culture pakistanaise, en partie parce qu'on estime que ces épouses risquent moins d'être maltraitées, et dans les villages afin d'éviter que leurs filles partent loin. Il en résulte une plus forte prépondérance au Pakistan qu'ailleurs de certaines maladies génétiques comme les thalassémies, la mucoviscidose et l'amyotrophie musculaire spinale. Les assemblées provinciales du Sind et du Khyber Pakhtunkhwa ont adopté en 2013 une loi rendant obligatoire le dépistage de la thalassémie chez les couples mariés, mais elle n'était toujours pas appliquée dix ans plus tard.

### Noblesse et royauté

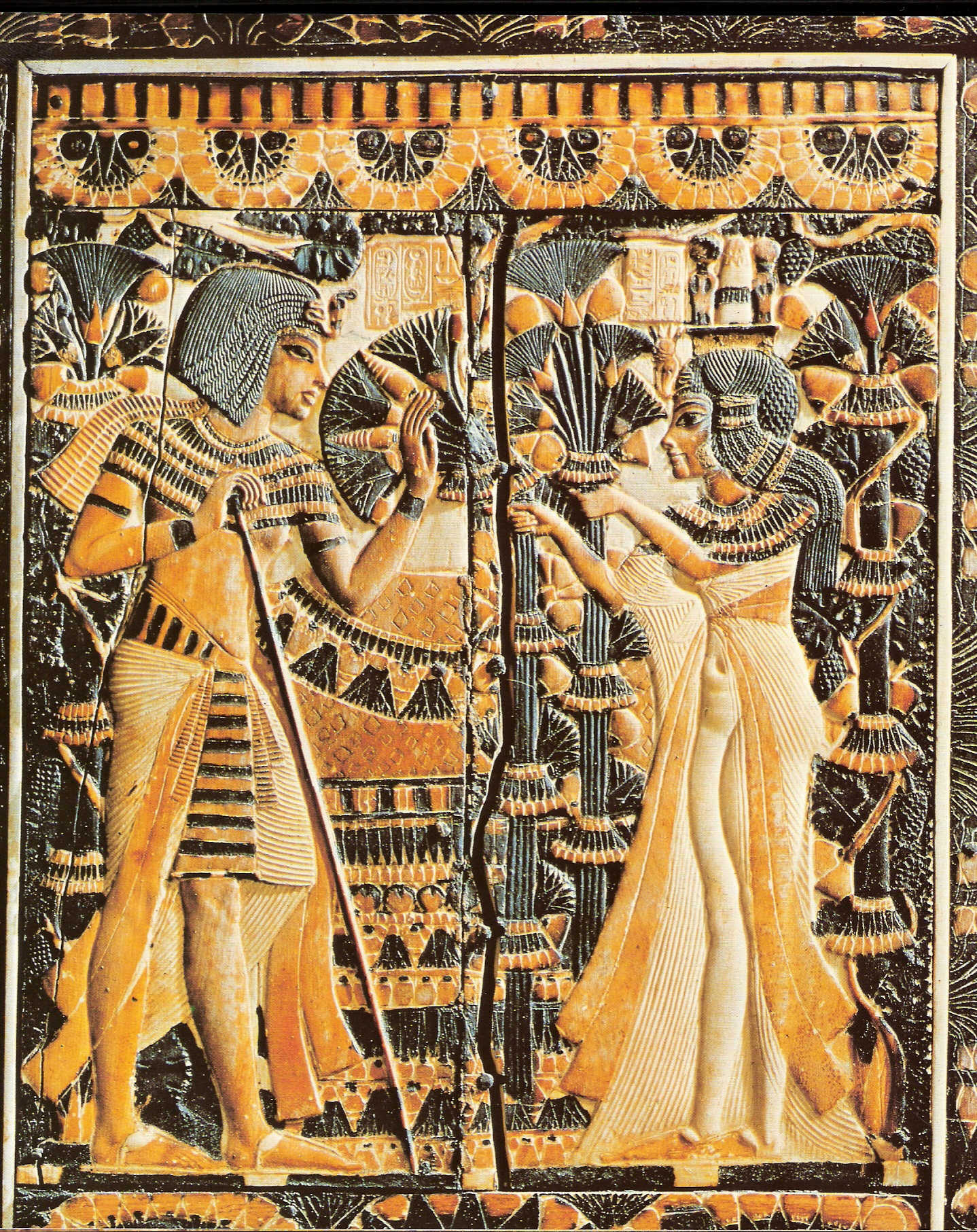
Toutankhamon (c. 1341–1323 av. J.-C.) recevant des fleurs d'Ankhesenamun. Toutankhamon, qui était un descendant d'une ou peut-être deux générations de parents frères ou sœurs ou cousins, avait deux enfants avec sa propre demi-sœur, dont aucun n'a atteint l'adolescence.

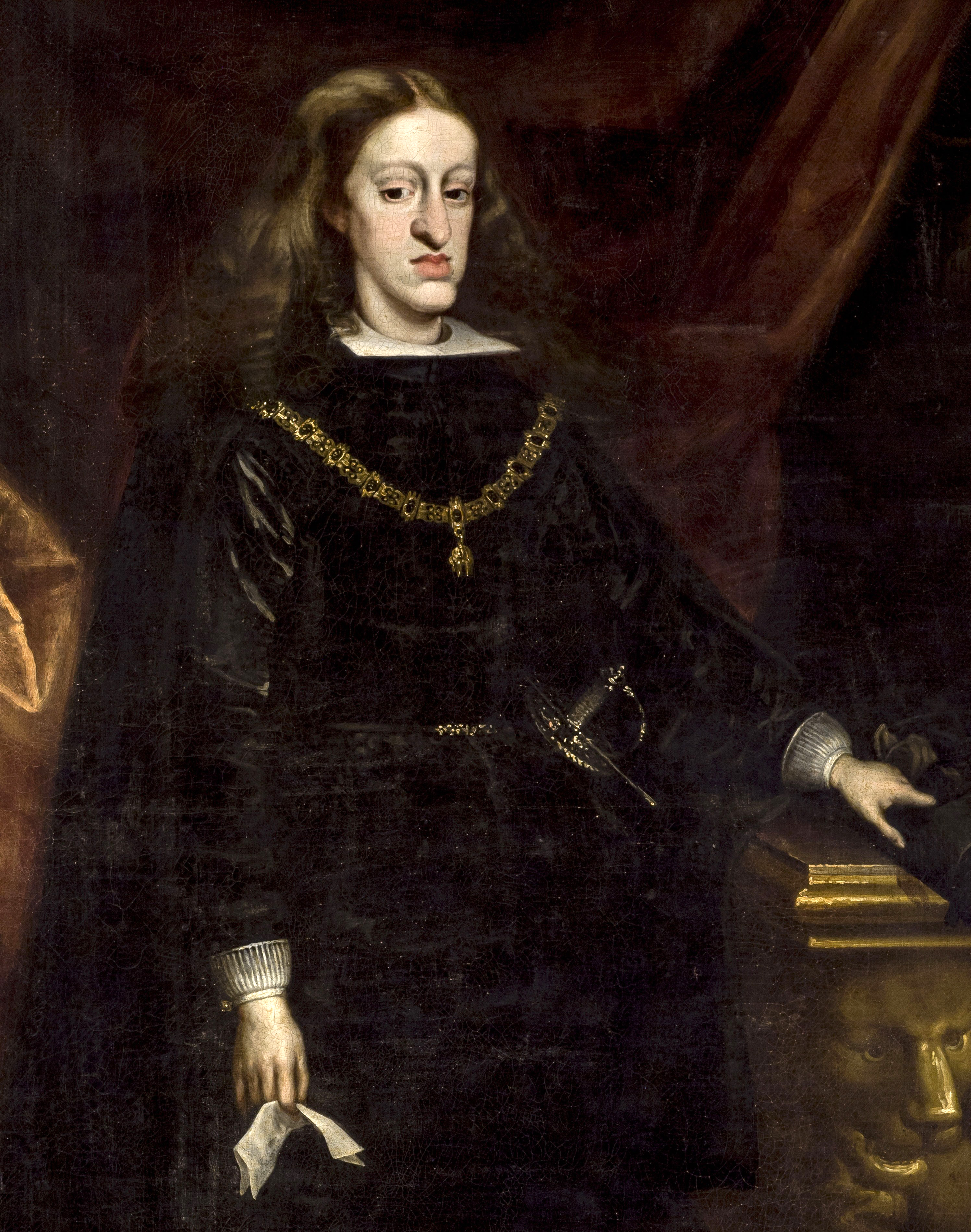
Charles II d'Espagne. On se souvient surtout de lui pour ses handicaps physiques, que l'on pense être le résultat de la consanguinité.

Le mariage inter-nobles était utilisé comme méthode de formation d'alliances politiques entre les élites. Ces liens n'étaient souvent scellés qu'à la naissance de la progéniture dans le cadre du mariage arrangé. Ainsi, le mariage était vu comme une union de lignées de noblesse, non comme un contrat entre individus comme cela est vu dans l'Occident actuel.
Les mariages entre dynasties étaient souvent pratiqués parmi les familles royales européennes, généralement pour les intérêts de l'État. Au fil du temps, en raison du nombre relativement limité de conjoints potentiels, le pool génétique de nombreuses familles dirigeantes s'est progressivement réduit, jusqu'à ce que l'ensemble de la royauté européenne soit lié. Cela a également abouti à ce que beaucoup descendent d'une certaine personne à travers de nombreuses lignées, telles que les nombreuses royautés et nobles européennes descendant de la reine britannique Victoria ou du roi Christian IX du Danemark. La Maison des Habsbourg était tristement célèbre pour sa consanguinité, la lèvre des Habsbourg était citée comme un effet néfaste, bien qu'aucune preuve génétique n'ait prouvé cette affirmation. Les maisons étroitement liées de Habsbourg, Bourbon, Bragance et Wittelsbach se sont également fréquemment engagées dans des unions de cousins germains ainsi que des mariages occasionnels entre cousins doubles et oncle-nièce. Des exemples de mariages incestueux et des conséquences de la consanguinité sur les familles royales comprennent :
- Dans l'Égypte ancienne, on croyait que les femmes royales portaient les lignées et il était donc avantageux pour un pharaon d'épouser sa sœur ou sa demi-sœur[79] ; dans de tels cas, une combinaison spéciale entre l'endogamie et la polygamie est trouvée. Normalement, le fils et la fille aînés de l'ancien dirigeant (qui pouvaient être frères et sœurs ou demi-frères) devenaient les nouveaux dirigeants. Tous les dirigeants de la dynastie lagide de Ptolémée IV sans interruption (Ptolémée II a épousé sa sœur mais n'a eu aucun problème) ont été mariés à leurs frères et sœurs, afin de garder le sang ptolémaïque « pur » et de renforcer la ligne de succession. La mère du roi Toutankhamon aurait été la demi-sœur de son père[80], Cléopâtre VII (également appelée Cléopâtre VI) et Ptolémée XIII, qui se sont mariés et sont devenus co-dirigeants de l'Égypte ancienne après la mort de leur père, sont les exemples le plus connus[81].
- En Europe, la maison des Habsbourg possédait le prognathisme mandibulaire du Habsburger (Unter) Lippe (autrement connu sous le nom de « mâchoire des Habsbourg », « lèvre de Habsbourg » ou « lèvre autrichienne »). C'était typique pour de nombreux parents habsbourgeois sur une période de six siècles[82]. En raison de multiples mariages consanguins au sein de la famille, la condition a progressé à travers les générations jusqu'à ce que le dernier Habsbourg espagnol, Charles II d'Espagne (1661-1700), ne puisse pas mâcher correctement sa nourriture[83]. Charles II avait un grand nombre de problèmes génétiques, physiques, intellectuels, sexuels et émotionnels. Son coefficient de consanguinité était de 0,254, ce qui équivaut à la progéniture de l'inceste frère-sœur[84]. Son impuissance et infertilité a conduit à l'extinction des Habsbourg (mâles) espagnols à sa mort, déclenchant la guerre de Succession d'Espagne, qui entraîna la domination de l'Espagne par la Maison française des Bourbons.